# Trentepohlia (Trentepohlia) septemtrionalis
Trentepohlia (Trentepohlia) septemtrionalis is een tweevleugelige uit de familie steltmuggen (Limoniidae). De soort komt voor in het Palearctisch gebied.